# Cognac (Francia)

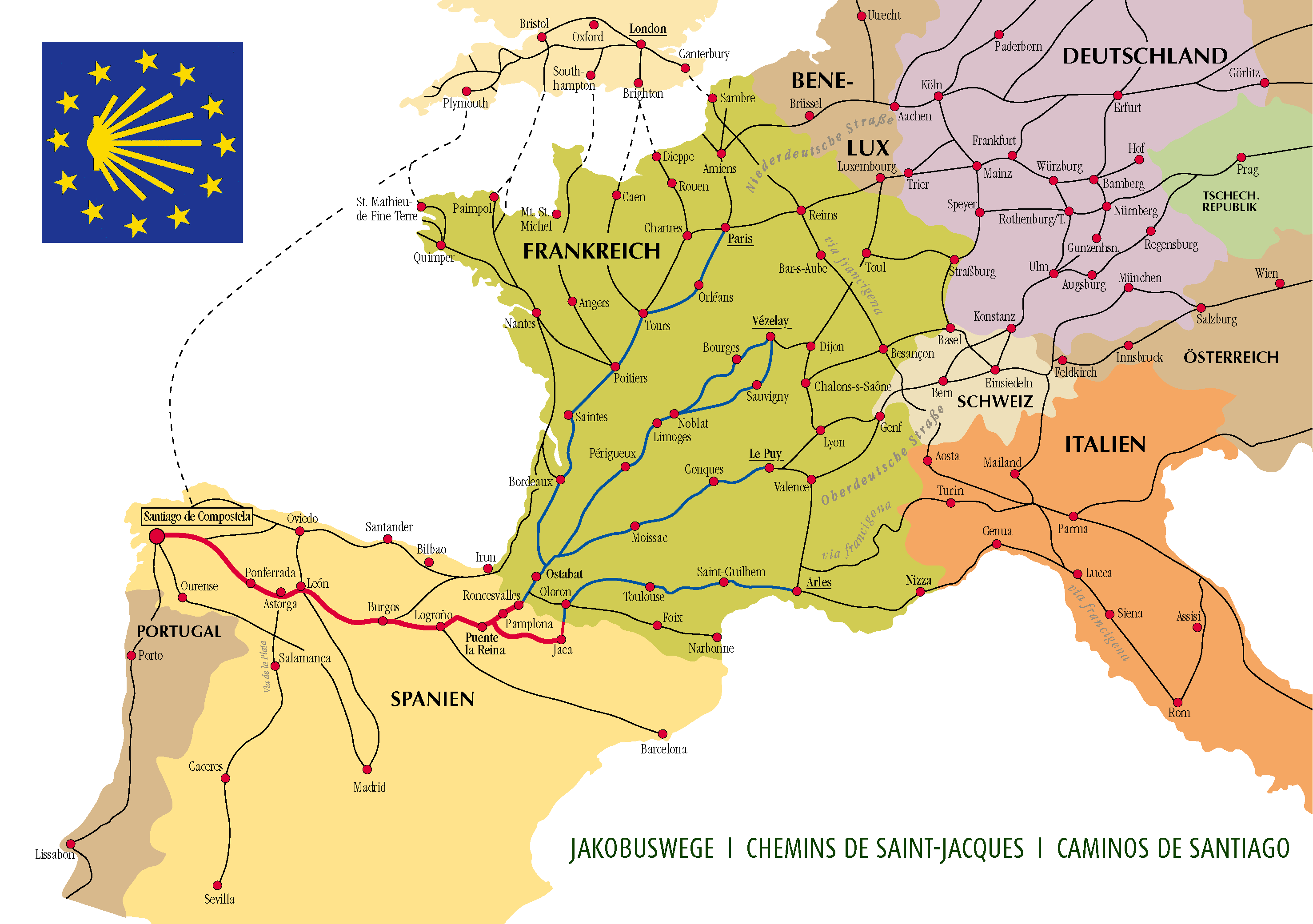
Camino de Santiago.

Cognac (en francés: Cognac (escuchar)ⓘ, en occitano: Conhac (escuchar)ⓘ) es una ciudad y comuna francesa ubicada en el departamento de Charente, del cual es subprefectura la región de Nueva Aquitania.

## Historia
La fortificación de la ciudad es anterior al siglo IX; en el año 950 d. C. se construyó el primer castillo, a orillas del río Charente. Mucho tiempo después, en el siglo XV, el castillo se convirtió en el hogar de la familia Valois, quien se encargó de su reconstrucción. En 1494, las paredes fueron testigos del nacimiento de Francisco I de Francia, que sería rey en 1515.
Durante la guerra de los Cien Años la ciudad cambiaría de bando en multitud de ocasiones, efecto tanto de las sucesivas batallas como de los tratados realizados durante ese tiempo. 
Francisco I le concedió el derecho a comerciar con la sal a lo largo del río, favoreciendo un fuerte crecimiento del comercio en la ciudad, que indujo paulatinamente a un cambio comercial, desarrollándose el mercado del vino y posteriormente del brandy.
En 1867 absorbe la totalidad de la comuna de Saint-Martin y, con Cherves-de-Cognac, la comuna de Crouin.

## Geografía
Cognac está situada en el curso del río Charente, entre las ciudades de Angulema y Saintes. La mayor parte de la ciudad se encuentra en la margen izquierda del río; la pequeña porción situada en la margen derecha es conocida como el distrito de Santiago.
La ciudad está situada en una de las rutas de peregrinación, el camino francés a Santiago de Compostela.

## Demografía[1]
| 2 846 | 2 827 | 3 134 | 2 947 | 4 118 | abs. | 4 947 | 5 835 | 7 085 | 8 167 | 9 412 | 13 677 | 14 900 | 14 087 | 15 200 | 17 392 | 20 228 | 19 483 | 19 469 | 19 188 | 18 876 | 17 452 | 17 404 | 16 305 | 17 479 | 19 026 | 20 798 | 22 062 | 22 237 | 20 660 | 19 528 | 19 534 | 19 409 |
| Para los censos de 1962 a 1999 la población legal corresponde a la población sin duplicidades (Fuente: INSEE [Consultar]) |       |       |       |       |      |       |       |       |       |       |        |        |        |        |        |        |        |        |        |        |        |        |        |        |        |        |        |        |        |        |        |        |

## Turismo
- Ruta: La ciudad medieval, el barrio de “Vieux Cognac”, que va desde la parte del Camino de Santiago (Tours Saint-Jacques) a lo largo de la margen del río hasta la iglesia de Saint-Léger. Esta área contiene diversos edificios construidos entre los siglos XV y XVIII, con calles estrechas y empedradas, pudiendo verse en las gárgolas y decoradas fachadas de las casas multitud de esculturas de “la salamandra”, símbolo del rey Francisco I.
- Para ver:

El castillo (Château )de Valois, un importante centro comercial medieval.
La iglesia de Saint-Léger.
El museo de Arte y de Historia.
El museo de las Artes de Cognac.
El centro Saint-Gobain de trabajos de vidrio y barriles o cubas.
En los alrededores existen diversas iglesias románicas y castillos.

## Economía
La ciudad es conocida mundialmente por sus holandas, coñacs y brandys, centro de una denominación de origen que abarca no solo a la ciudad, sino a los alrededores.
Industrias relacionadas con la producción del brandy:
- Maquinaria agrícola.
- Embotelladoras, etiquetas y cartonajes.
- Industrias de fertilizantes agrícolas.
- Destilación de aguardientes.
- Boterías (construcción de barriles).
- Fábrica de botellas de vidrio.
- Manufactura del corcho.
- Imprentas para etiquetas y anuncios.
- Cartonaje y empaquetadoras.
- Transporte.

Recientemente, el turismo se ha asociado con la industria del vino, se ha incrementado la producción de vino del país (vin du pays charentais) e introducido diferentes tipos de uva y métodos de elaboración.
Cerca de la ciudad se encuentra una base de entrenamiento del ejército del aire.

## Ciudades hermanadas
Cognac mantiene un hermanamiento de ciudades con:
- Denison, Texas, Estados Unidos de América.
- Königswinter, Renania del Norte-Westfalia, Alemania.
- Perth, Escocia, Reino Unido.
- Pisco, Perú.
- Tovuz, Azerbaiyán.
- Valdepeñas, Ciudad Real, Castilla-La Mancha.